# علی مسری
علی مسری (عربی: علي مسري راشد عبدالله الظاهري؛ زادهٔ ۹ اکتبر ۱۹۸۱) یک بازیکن فوتبال اهل امارات متحده عربی است.
از باشگاه‌هایی که در آن بازی کرده‌است می‌توان به باشگاه فوتبال الظفره، باشگاه فوتبال العین، باشگاه فوتبال الوصل امارات، باشگاه ورزشی بنی یاس، و تیم ملی فوتبال امارات متحده عربی اشاره کرد.
وی همچنین در تیم ملی فوتبال امارات متحده عربی بازی کرده‌است.